# Buszcze
Buszcze est une localité polonaise de la gmina mixte de Czaplinek, située dans le powiat de Drawsko en voïvodie de Poméranie-Occidentale. Elle se trouve à environ 29 km à l'est de la ville de Drawsko Pomorskie et 111 km à l'est de Szczecin, la capitale régionale. 

## Géographie

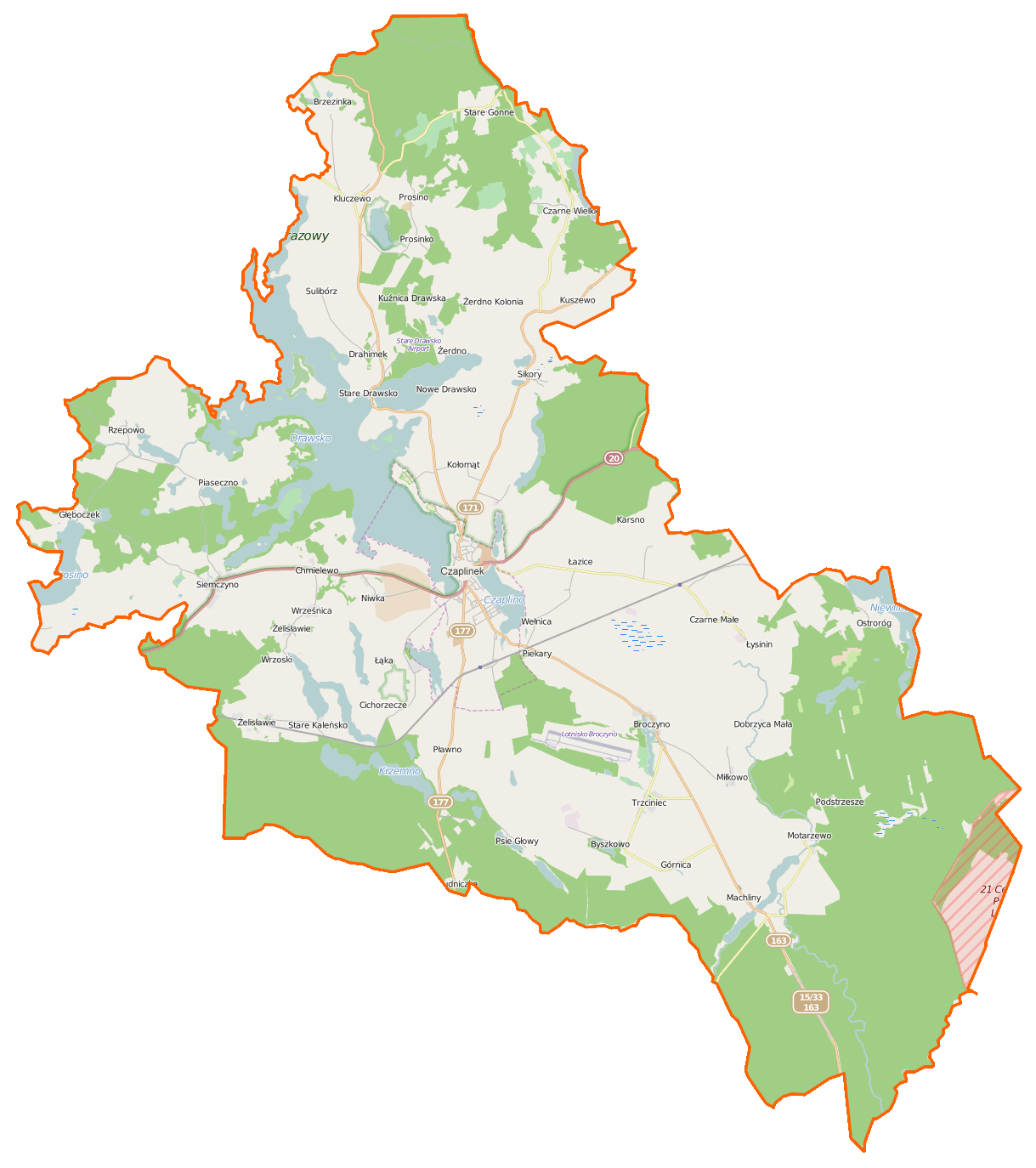
Carte de la gmina de Czaplinek.